# ژلن
ژلن (به بلغاری: Zhelen) یک منطقهٔ مسکونی در بلغارستان است که در استان صوفیه واقع شده‌است.